# エピオルニトミムス
エピオルニトミムス（学名：Aepyornithomimus）は、モンゴル国南部に分布するジャドフタ層のツグリキンシレ産地で化石が産出した、オルニトミムス科に属する獣脚類の恐竜の属。オルニトミモサウルス類としてはジャドフタ層から産出した3例目、ツグリキンシレから産出した最初の例である。タイプ種はエピオルニトミムス・トゥグルギネンシス（Aepyornithomimus tugrikinensis）。
ジャドフタ層産オルニトミモサウルス類のうち保存状態が最も良好であり、ホロタイプ標本MPC-D 100/130には関節した左足を中心とする部位が保存されている。保存部位が少数であるため厳密な系統的位置の特定は困難であるが、当時乾燥環境であったジャドフタ層の堆積環境にオルニトミモサウルス類が生息していたことが示唆される。

## 発見と命名

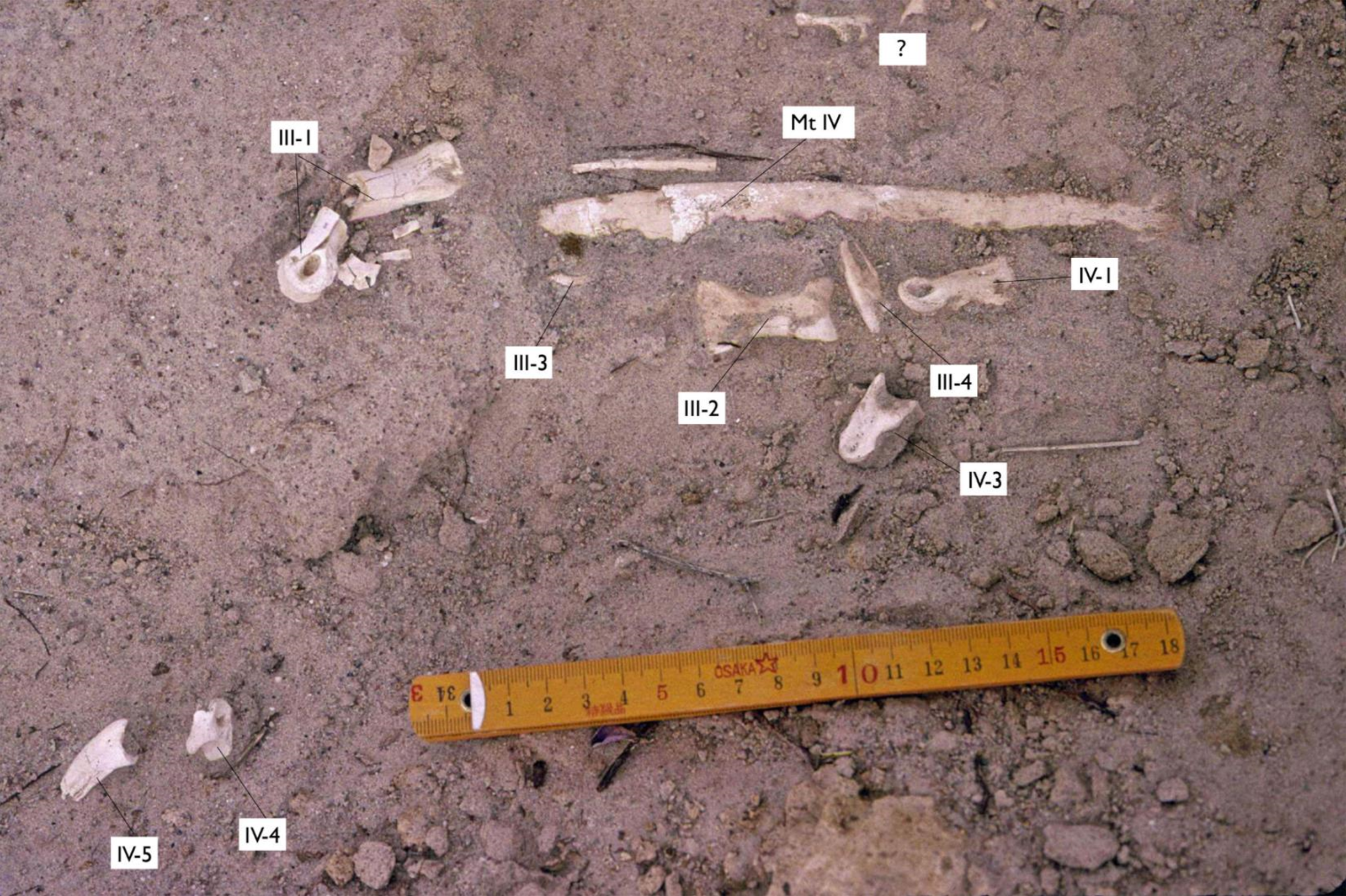
発見時のMPC-D 100/130

エピオルニトミムスのホロタイプ標本MPC-D 100/130は、1994年に林原自然科学博物館とモンゴル科学アカデミー古生物・地質研究機関との共同調査で発見された。発見地はウランバートルから南西約600キロメートルに位置するツグリキンシレであり、発見地点の座標は北緯44度13分5秒、東経103度16分56秒地点であった。保存されていた部位は上行突起を欠く距骨・ほぼ完全な踵骨・第III遠位足根骨および完全な左足であった。
標本は2017年、当時北海道大学大学院理学院とモンゴル古生物・地質研究機関に所属していたツクトバートル・チンゾリッグを筆頭著者とし、小林快次、ヒシグジャウ・ツクトバートル、フィリップ・J・カリー、渡部真人、リンチェン・バルスボルドらによる記載論文が投稿された。標本は新属新種エピオルニトミムス・トゥグルギネンシス（Aepyornithomimus tugrikinensis）と命名された。属名は本属と同様の足の骨格形態を示す鳥類エピオルニスにちなみ、ラテン語で「もどき」を意味する mimus が付されている。種小名は本標本がツグリキンシレから産出したことに由来する。

## 特徴

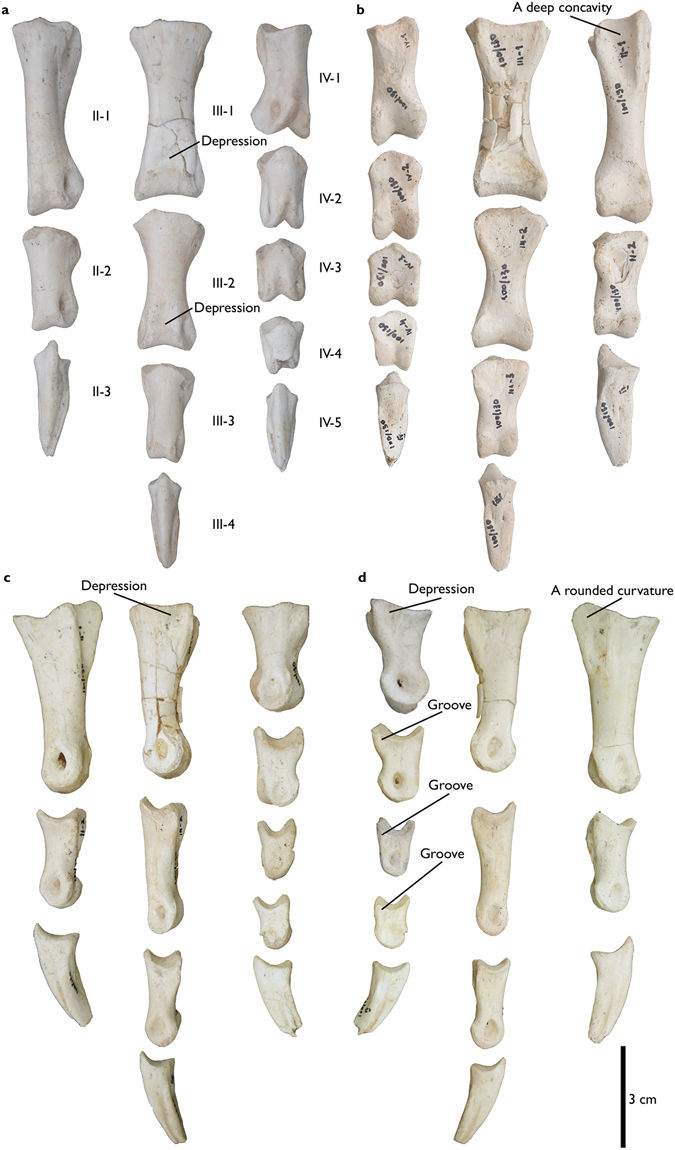
エピオルニトミムスの趾骨

本標本には5個の固有派生形質が認められる。第一に、本標本の第III遠位足根骨の後側面には、不均一な1対の窪みが存在する。第二に、第II中足骨の遠位関節面が背側から見て頑強である。第三に、第II基節骨の近位腹側に丸みを帯びた稜が存在する。第四に、第IV趾が長く発達する。第五に、第IV基節骨の内側顆が強く傾斜する。最後に、足の末節骨が長い。
エピオルニトミムスの中足骨形態はアークトメタターサルと呼称される第III中足骨が近位側で狭窄する構造をなす。これはアンセリミムスやガリミムスといったオルニトミムス科の恐竜と共通する一方、デイノケイルスをはじめとするデイノケイルス科やベイシャンロンをはじめとする基盤的オルニトミモサウルス類と異なる。またオルニトミモサウルス類は3本の中足骨の長さの比率がオルニトミムス科・デイノケイルス科・基盤的オルニトミモサウルス類で異なる傾向にある。エピオルニトミムスの中足骨の長さの比はオルニトミムス科よりもむしろハルピミムスやヌクウェバサウルスの比に近く、基盤的な特徴を残している。

## 系統

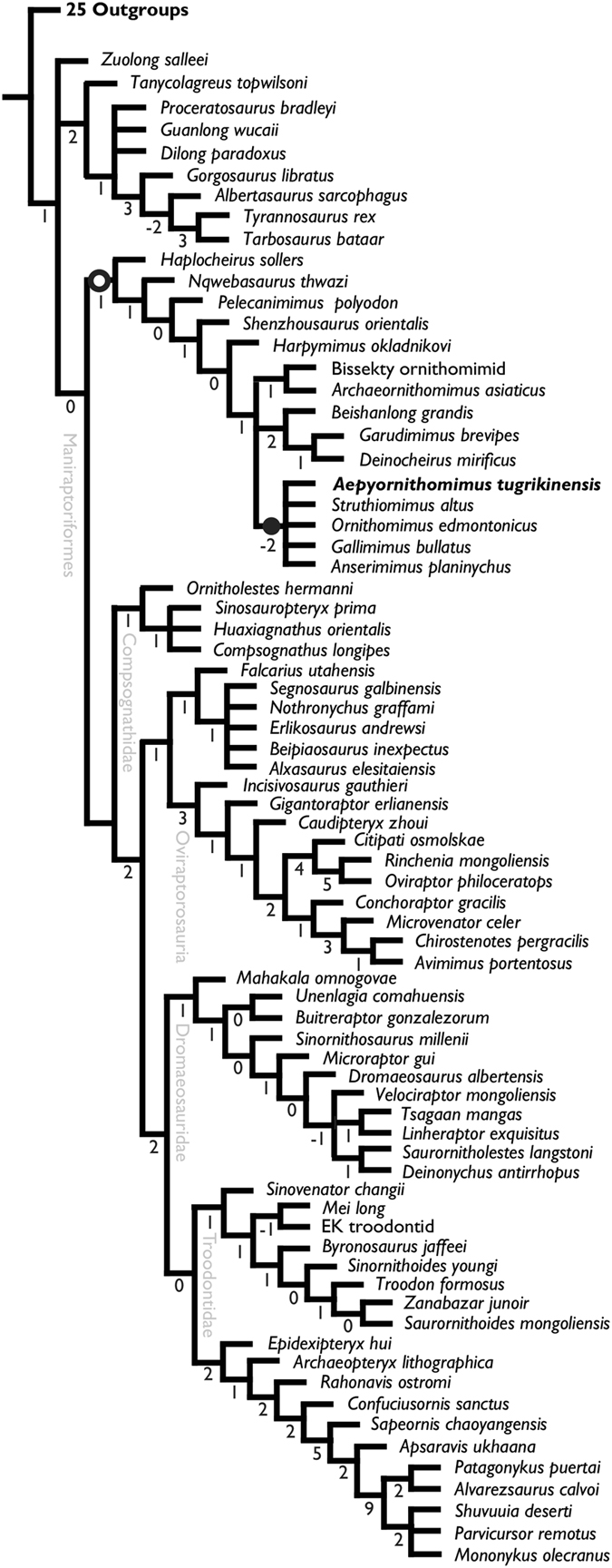
コエルロサウルス類内の類縁関係を示す系統樹。エピオルニトミムスは太字

コエルロサウルス類74タクサと外群25タクサで568形質を用いた系統解析では、エピオルニトミムスはオルニトミモサウルス類のうち派生的であるオルニトミムス科に置かれた。厳密合意樹はストルティオミムス、ガリミムス、オルニトミムス、アンセリミムスとの間で多分岐が生じておりこれ以上に詳細な類縁関係は得られなかったが、個々の最節約樹からは4個の類縁仮説が得られた。
4個の類縁仮説は北アメリカ大陸のオルニトミムス科（オルニトミムスとストルティオミムス）が2属のみで単系統群をなすか、あるいはモンゴル産の本属を入れ子に持つ分岐群を構成するか、の2つに大別される。前者の場合、アジアを起源に持つオルニトミムス科は1回だけベーリング陸橋を渡って北アメリカ大陸に進出したことになる。後者の場合、オルニトミムス科は2回に亘ってアジア-北アメリカ間を移動し、エピオルニトミムスの祖先種がアジアへ戻る形で移動したことになる。

## 古環境

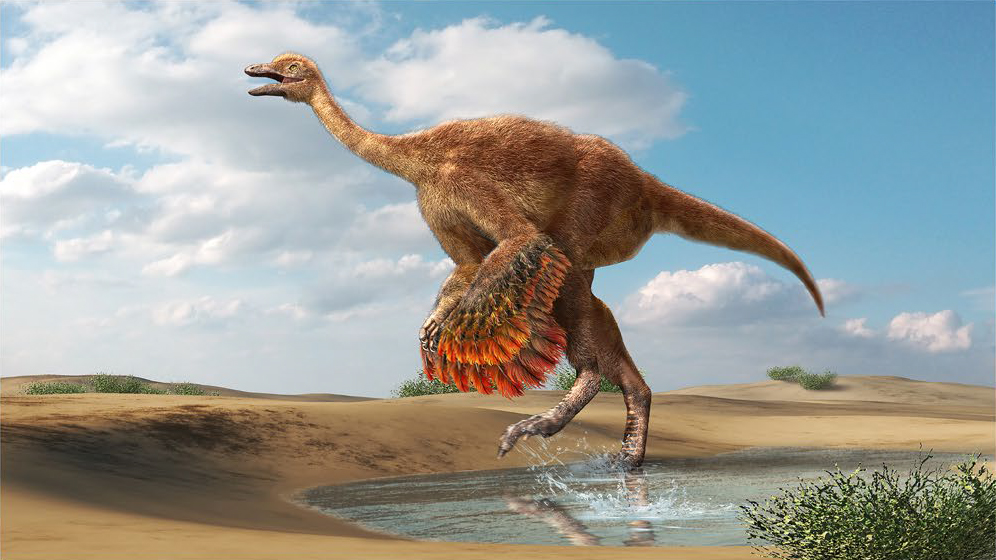
アーティストによるエピオルニトミムス復元図

ツグリキンシレは半乾燥気候の風成堆積物と考えられる明るい灰色の砂および砂岩から構成されている。ジャドフタ層は恒常的な河川系統を欠く乾燥気候とされており、本属がジャドフタ層の産地から産出した事実はオルニトミモサウルス類がバインシレ層やイレンダバス層といった湿潤環境だけでなく乾燥環境にも適応していたことを示唆する。
ツグリキンシレは保存状態が良好な恐竜化石が多産する場所として知られている。ツグリキンシレから産出した他の恐竜としては、プロトケラトプス科の角竜であるプロトケラトプス、アルヴァレスサウルス科の獣脚類シュヴウイア、ドロマエオサウルス科の獣脚類ヴェロキラプトル、鳥群に属するエナンティオルニス類がある。